# Paraliparis ulochir
Paraliparis ulochir és una espècie de peix pertanyent a la família dels lipàrids.

## Descripció
- Fa 10,2 cm de llargària màxima.[5][6]

## Hàbitat
És un peix marí i batidemersal que viu entre 700 i 1.900 m de fondària al talús continental.

## Distribució geogràfica
Es troba al Pacífic nord-oriental: des del mar de Bering fins a la Baixa Califòrnia (Mèxic).

## Observacions
És inofensiu per als humans.